# Vilmos Apor

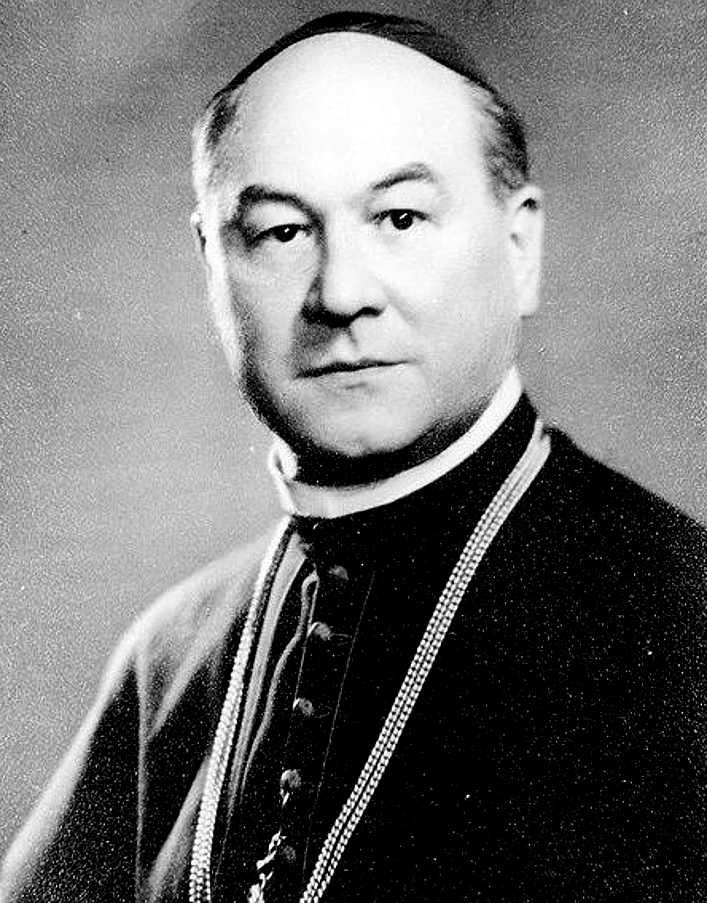
Vilmos Apor (um 1930)

Vilmos Baron Apor von Altorja (* 29. Februar 1892 in Segesvár, Österreich-Ungarn; † 2. April 1945 in Győr, Ungarn) war Bischof von Győr und ist ein Seliger der katholischen Kirche. Er wurde von Soldaten der Roten Armee in seinem Bischofssitz niedergeschossen, als er Frauen und junge Mädchen vor Verschleppung und Vergewaltigung schützte.

## Leben

### Priester
Vilmos (Wilhelm) Apor war das 7. und vorletzte Kind des Barons Gábor Apor und der Comtesse Fidelia  Pálffy von Erdöd (* 1863). Sein Vater (* 1851) war ein bei der Bevölkerung angesehener Főispán (Obergespan, Comes Comitatu = Kreis-Hauptmann, Kreis-Präfekt), der bereits 1898, in Baden bei Wien, starb. Seine Mutter legte Wert auf eine religiöse Erziehung ihrer Kinder. Vilmos besuchte sechs Jahre lang das Jesuiten-Kollegium Kalksburg (Wien) und danach das Jesuitengymnasium in Kalocsa (Komitat Bács-Kiskun).
1910 trat der in das Priesterseminar der Diözese Győr ein, wurde aber zum Theologiestudium nach Innsbruck geschickt, wo er zuerst im Nikolaihaus und ab 1911 im Canisianum wohnte.
Am 24. August 1915 weihte ihn Sigismund Waitz in Nagyvárad zum Priester.
Er war zunächst Hilfspriester in Gyula. Am 4. Januar 1917 wurde er Militärkaplan und wirkte in Siebenbürgen, dann an der italienischen Front, in Österreich und schließlich in Ostungarn.
Ab 12. Mai 1917 wurde er Präfekt und Dogmatiklehrer im Seminar von Nagyvárad.
Anfang 1919 wurde er Pfarrer von Gyula. Als im Mai rumänische Truppen die Stadt besetzten und ungarische Offiziere deportierten, reiste Apor nach Bukarest und konnte durch Intervention bei der rumänischen Königin Marie erreichten, dass die Gefangenen freigelassen wurden.
Ab 1920 gab er monatlich eine Zeitschrift mit dem Titel Der katholische Kirchenkorrespondent von Gyula heraus.
Durch den Vertrag von Trianon wurde Gyula 1920 eine Grenzstadt, die nur wenige Kilometer von Rumänien entfernt war. Dies führte zu einer Verarmung der Bevölkerung und zu einem starken Flüchtlingsstrom. Apor half den Notleidenden, wo er nur konnte, und verschenkte sein Geld und sogar seine eigenen Schuhe. Dabei unterstützte ihn die Soziale Missionsgesellschaft, die Waisenhäuser, Schulen und Suppenküchen betrieb und 1927 in Gyula 500 aktive Mitglieder hatte.
Apor war Mitglied des Komitats- und Stadtrates, deren Sitzungen er regelmäßig besuchte.
1936 kam er in Kontakt mit der Bewegung KALOT (Katholischer nationaler Jungbauernrat), die Fortbildungsveranstaltungen für die Jugend organisierte. Gyula wurde bald ein Zentrum dieser Bewegung.
Am 25. Februar 1941 wurde Apor Ehrenbürger der Stadt Gyula. Apor war Konventualkaplan des Malteserordens.

### Bischof
Bereits 1936 und 1939 stand sein Name auf der Liste der Vorschläge zur Bischofsernennung.
Am 21. Januar 1941 wurde er zum Bischof von Győr ernannt. Seine Bischofsweihe fand in Gyula statt, am 2. März wurde er in Győr als Bischof in sein Amt eingeführt.
Auch als Bischof suchte er den persönlichen Kontakt mit den Gläubigen und besuchte alle kirchlichen Institutionen und Orden seiner Diözese. Priester lud er zum Mittagessen in die bischöfliche Residenz ein, was für die damalige Zeit recht ungewöhnlich war.
Er förderte auch die kirchlichen Laienorganisationen.
1943 wurde er Vizepräsident der Katholischen Volksallianz, die ein Treffpunkt konservativer katholischer Politiker war.
Apor begann die Allianz neu zu organisieren. Interne politische Streitigkeiten verhinderten dieses Vorhaben.
Durch persönliche Kontakte lernte er die Schwierigkeiten der Kleinbauern kennen. Er wollte kirchlichen Grundbesitz an Bauern verpachten und legte diesen Vorschlag auch der Allianz vor. Konservative Kleriker und Großgrundbesitzer widersetzten sich heftig diesem Vorhaben und sogar Primas Serédi meinte, dass Apor mit seinen Vorschlägen zu weit gegangen sei.

#### Proteste gegen die Judenverfolgung
Unter Miklós Horthy hatte sich Ungarn aus revisionistischen Gründen seit den 1930er Jahren immer mehr an das nationalsozialistische Deutschland angeschlossen. 1939 erließ die ungarische Regierung antijüdische Gesetze, durch die auch getaufte Juden betroffen waren.
Um diese zu beschützen, wurde der Verein vom Heiligen Kreuz gegründet. Ab Mai 1942 war Apor Patron dieser Vereinigung, die er auch finanziell unterstützte.
Im Januar 1942 verfasste der Verein ein Memorandum an den Ministerpräsidenten Miklós Kállay, in dem er eine Befreiung der getauften Juden von den antijüdischen Gesetzen forderte.
Durch die Interventionen konnte erreicht werden, dass ein eigenes christlich-jüdisches Amt für getaufte Juden eingerichtet wurde.
Bischof Apor protestierte, dass Juden den gelben Judenstern tragen mussten, und schrieb einen Protestbrief an den Innenminister, als 1943 in Győr ein Ghetto errichtet wurde. Ebenso protestierte er – allerdings erfolglos – im deutschen Hauptquartier dagegen, als die Deportation der Juden in die Vernichtungslager begann.
Im Mai 1944 erfuhr der ungarische Primas, Kardinal Serédi, durch einen geschmuggelten Bericht über die Vorgänge im Konzentrationslager Auschwitz und entwarf einen Pastoralbrief zu diesem Thema und informierte die anderen Bischöfe über Auschwitz.
Bischof Laszlo Ravasz und der Generalsekretär des Vereins vom Heiligen Kreuz, Jozsef Cavallier, veranlassten Apor, einen Brief an Kardinal Serédi zu schreiben, in dem er den Primas bat, einer gemeinsamen Protestaktion mit der protestantischen Kirche zuzustimmen. Bei der Bischofskonferenz am 17. Mai 1944 lehnte Serédi die Protestaktion ab, weil sie wenig Erfolg haben und mit Repressionen der Regierung zu rechnen sein würde.
Die Situation der Juden in Ungarn verschlechterte sich, als deutsche Truppen am 19. März 1944 Ungarn besetzten und die Einsetzung von Döme Sztójay als Regierungschef erzwangen.
Am 15. Juni 1944 schrieb Apor wieder einen Brief an den Primas und unterstützte eine katholisch-protestantische Protestaktion gegen die Behandlung der Juden. Da auch andere Bischöfe diese Aktion befürworteten und der Heilige Stuhl Druck ausübte, stimmte der Primas dem von Bischof Apor entworfenen Pastoralbrief zu, der mit 29. Juni 1944 datiert war.
Die Regierung intervenierte bei Primas Serédi und wollte eine Verbreitung des Pastoralbriefes verhindern, weil sie Vergeltungsmaßnahmen der Deutschen befürchtete. Ein Kompromiss wurde erreicht: der Ministerpräsident Sztójay wollte sich bei den Deutschen dafür einsetzen, dass die Deportationen der Juden aus Budapest gestoppt werde. Im Gegenzug wurde die weitere Verbreitung des Pastoralbriefes unterlassen. Bischof Apor war nicht damit einverstanden, weil die Zugeständnisse der Regierung zu vage waren. Er schlug auch vor, ein Memorandum an den Ministerpräsidenten zu schicken und empfahl einen Pastoralbrief zu verfassen, in dem auf die Unchristlichkeit der Rassendiskriminierung hingewiesen wurde.
Bei der Bischofskonferenz im Herbst 1944 konnte Primas Serédi die anderen Bischöfe nicht dazu überreden, einem Protestbrief zuzustimmen. Nur Bischof Apor protestierte gegen die Diskriminierung der Juden.

#### Einmarsch der Roten Armee
Als Horthy am 15. Oktober nach dem Einmarsch der Roten Armee in Ostungarn einen Waffenstillstand mit der Sowjetunion verkündete, musste er zurücktreten, und eine nationalsozialistische Regierung unter Führung des Pfeilkreuzlers Ferenc Szálasi kam an die Macht.
Bischof Mindszenty verfasste am 31. Oktober ein Memorandum, in dem er an die Regierung appellierte, „Westungarn nicht zum Austragungsort für Rückzugsgefechte werden zu lassen“. Bischof Apor, der Bischof von Székesfehérvár, Lajos Shvoy, und der Erzabt von Pannonhalma, Chrysostomus Kelemen, unterschrieben ebenfalls. Andere Bischöfe konnten nicht erreicht werden, zwei Bischöfe lehnten einen Unterschrift ab.
Bischof Mindszenty, der das Memorandum in Budapest übergab, wurde deshalb am 26. November verhaftet und in Sopronkőhida eingesperrt. Durch die Intervention Bischof Apors wurden die Bischöfe Mindszenty, Shvoy und andere Gefangenen ab 31. Dezember in einem Konvent in Sopron festgehalten.
Am 28. März 1945 erreichten die sowjetischen Truppen die Stadt Győr. Viele Verfolgte und Flüchtlinge, vor allem Frauen und Kinder, hatten Zuflucht in der bischöflichen Residenz gefunden. Als sowjetische Soldaten am 30. März in den Keller des Bischofssitzes eindringen wollten, um die Frauen zu verschleppen, stellten sich ihnen Bischof Apor und sein Neffe Sándor Pálffy entgegen und wurden niedergeschossen. Am 2. April 1945 starb Apor an den Folgen der Verletzungen.
Am 4. April wurde er in der Karmeliterkirche bestattet, weil die Kathedrale von Győr teilweise zerstört war. Eine spätere Überführung in die Ladislaus-Kapelle der Kathedrale wurde von der kommunistischen Regierung zunächst verhindert und erst 1986 erlaubt.

## Ehrungen und Auszeichnungen
- Ehrenbürger von Gyula 1941[3]

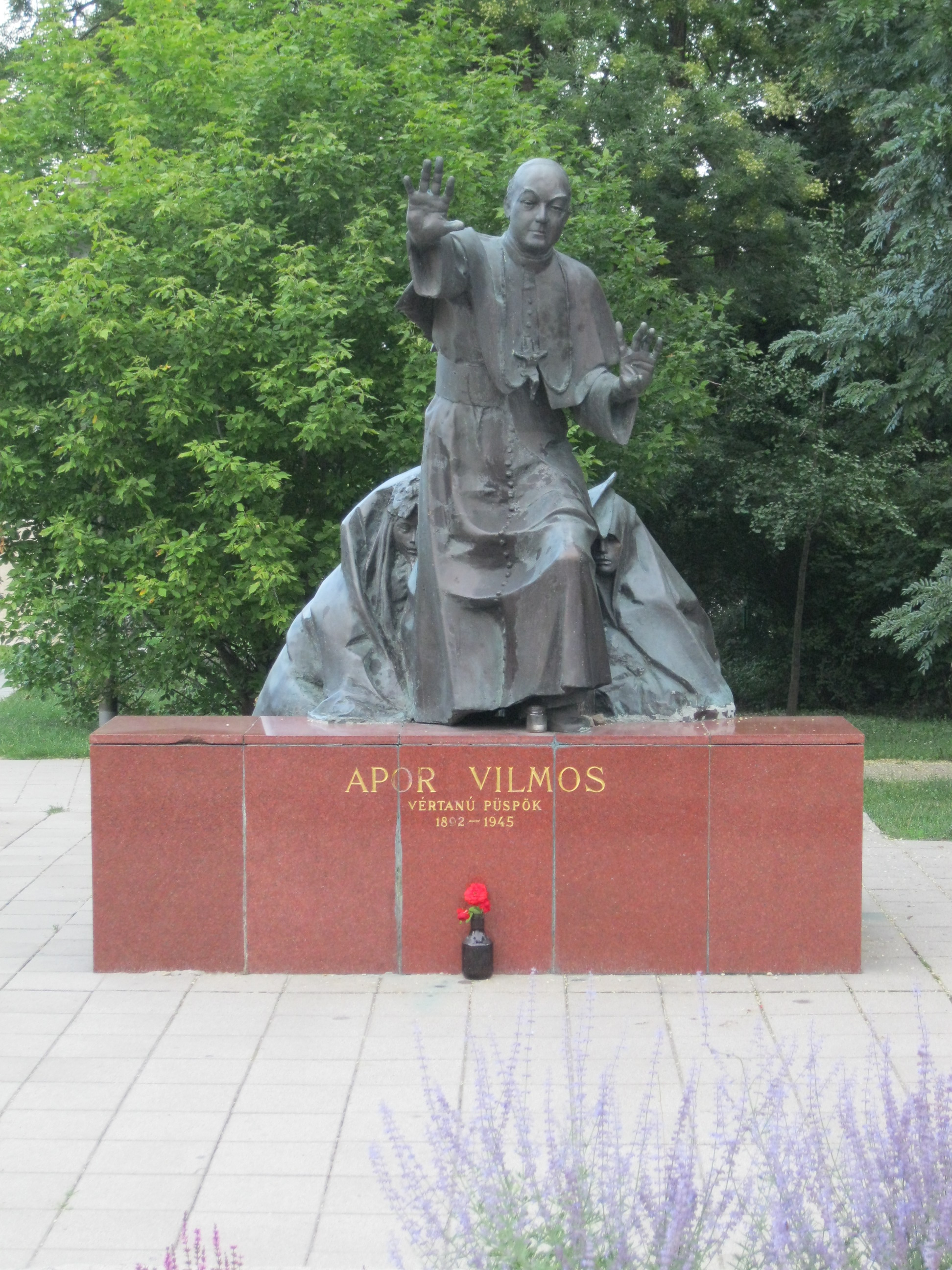
Statue Vilmos Apors in Budapest

- Ehrenbürger von Győr (23. Okt. 1991, posthum)[4][5]

Vilmos Apor wurde am 9. November 1997 von Papst Johannes Paul II. in Rom seliggesprochen. Sein Gedenktag ist der 23. Mai.